# Pelochrista figurana
Pelochrista figurana es una especie de polilla perteneciente al género Pelochrista, categorizada en la tribu Eucosmini, de la subfamilia Olethreutinae.

## Distribución
Se distribuye por Mongolia.

## Taxonomía
Fue descrita por Razowski en 1972 y publicada por primera vez en Acta zool. cracov. 17: 137.